# 리처드 모리스 헌트

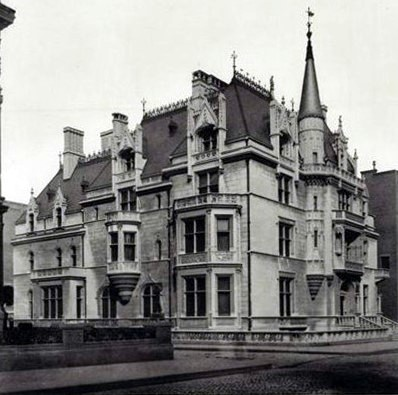
윌리엄 키삼 밴더빌트 저택 또는 Petit Chateau. 1886년 ,660 5번가,뉴욕

리처드 모리스 헌트 (1827년 10월 31일 ~ 1895년 7월 31일) 19 세기의 미국의 저명한 건축가였다.
헌트는 1902년 뉴욕 메트로폴리탄 박물관의 입구 파사드와 메인 홀을 디자인 했다. 그리고, 자유의 여신상 받침대를 디자인 했다. 그리고 헌트가 디자인 했던 뉴욕의 궁전같은 5번가의 저택들은 1913년 이후 초 부터 연방 소득세가 생기고 개발업자의 코압 건설 등등으로 철거되고 아파트가 건축된다. 헌트는 뉴욕을 19세기에 파리만큼 만든 장본인이다. 또 다른 인물을 뽑자면 호레이스 트럼바우어와 조지 B 포스트,맥킴 앤 미드 화이트카레어 앤 헤이스팅스가 있다.
헌트는 또한 노스캐롤라이나주 애쉬빌에 있는 미국 최대의 개인 주택인 빌트모어 저택 과 로드 아일랜드 뉴포트에 브레이커스 저택과 마블 하우스 저택을 디자인 했다.

## 초년기

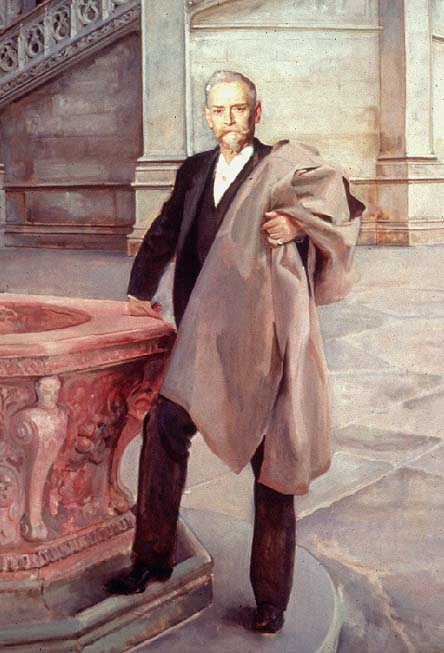
리처드 모리스 헌트, 존 싱어 사전트, 1895

헌트는 버몬트주 브래틀보로에서 저명한 헌트 가문에서 태어났다. 그의 아버지 조나단 헌트는 변호사이자 미국 하원의원이었으며, 그의 친아버지 조나단 헌트는 버몬트주의 부지사를 지냈다. 어머니 제인 마리아 레빗은 상인 태드우스 레빗 주니어의 딸로 코네티컷주 서필드의 영향력 있는 레빗 가문의 일원이었다.
리처드 모리스 헌트는 리웃의 이름을 따서 지어졌다. 남편 루이스 리처드 모리스가 버몬트주 출신 미국 하원의원이자 미국 헌법의 상당 부분을 쓴 주지사 모리스의 조카인 헌트의 이모의 아들인 리처드 모리스는 미 해군 장교였다. 보스턴의 화가 윌리엄 모리스 헌트와 사진작가이자 변호사인 레빗 헌트의 동생이다.
1832년 44세의 나이로 워싱턴 D.C.에서 그의 아버지가 사망한 후, 헌트의 어머니는 가족과 뉴헤이븐으로 이사갔고, 그 후 1837년에 뉴욕으로, 그리고 1838년 봄에 보스턴으로 이사갔다. 그곳에서 헌트는 보스턴 라틴 스쿨에 입학했고, 그의 형 윌리엄은 하버드 대학에 입학했다. 그러나 1842년 여름, 윌리엄은 하버드를 떠나 매사추세츠주 스톡브리지에 있는 학교로 전학을 갔고, 리처드는 매사추세츠주 샌드위치에 있는 학교로 보내졌다.

## 유럽 교육
1843년 10월, 윌리엄의 건강에 대한 우려로, 헌트 부인과 그녀의 다섯 아이들은 뉴욕에서 유럽으로 항해했고, 결국 로마에 정착했다. 그곳에서, 헌트는 미술을 공부했지만, 그의 어머니와 형 윌리엄에게 건축을 추구하도록 격려받았다. 1844년 5월, 헌트는 제네바에 있는 브라이크 씨의 기숙학교에 등록했고, 다음 해에는 브라이크 씨와 함께 기숙하면서 제네바 건축가 사무엘 다리어 씨와 함께 공부하기로 주선했다.
1846년 10월, 헌트는 에콜 드 보자르의 입학 시험을 위해 공부하는 동안 건축가 헥터 르퓨얼의 파리 아틀리에에 들어갔다. 역사학자 데이비드 맥컬로는 "헌트는 세계에서 가장 훌륭한 건축학교인 에콜 데 보-아트의 건축학교에 입학한 최초의 미국인이었고, 그의 조국의 건축에 대한 그의 영향력의 중요성은 아무리 강조해도 지나치지 않다"고 말했다.
1853년, 루브르 박물관의 건축가인 루이 툴리우스-요아힘 비스콘티가 사망한 후, 루브르 박물관을 완성하는 야심찬 프로젝트의 책임자가 되었다. 르퓨얼은 이 작업을 감독하는 데 도움을 주고 팔레 로얄 맞은편에 위치한 도서관 파빌론 데 라 비블리오테크의 설계를 돕기 위해 헌트를 고용했다. 헌트는 나중에 16세의 미래의 건축가 루이 설리번을 르퓨얼의 아틀리에 문고에서 누보 루브르에 대한 그의 작품에 대한 이야기로 긍정적으로 해주었다.

## 미국에서의 경력

### 뉴욕 초기
헌트는 1855년 파리에서 크리스마스를 보냈고, 그 후 미국으로 돌아왔다. 1856년 3월, 그는 월터에게 미국 국회의사당의 보수와 확장을 돕는 건축가 토마스 유스틱 월터와의 자리를 수락했고, 다음 해에는 자신의 관행을 확립하기 위해 뉴욕으로 이동했다. 헌트의 첫 번째 중요한 프로젝트는 10번가 스튜디오 빌딩이었고, 그곳에서 그는 공간을 임대했고, 1858년에 조지 B를 포함한 소규모 학생 그룹을 시작으로 최초의 미국 건축 학교를 설립했다. 포스트, 윌리엄 로버트 웨어, 헨리 반 브런트, 프랭크 퍼네스. 헌트의 영향을 많이 받은 와어는 1866년 MIT에서, 1881년 컬럼비아 대학교에서 건축학을 전공했다.
헌트의 첫 뉴욕 프로젝트인 토마스 P를 위한 37번가에 있는 한 쌍의 집. Rossiter와 그의 장인 Dr. Eleazer Parmly는 헌트가 Parmly를 그의 서비스의 커미션 부분을 지불하지 않은 것에 대해 고소했다. 배심원단은 헌트에게 건축가들이 일반적으로 부과하는 최소 수수료인 2-1/2%의 커미션을 주었다. 엔지니어링 매거진의 편집자들에 따르면, 1896년에 이 사례를 쓴 것은 "백분율별 균일한 요금 체계를 확립하는 데 도움이 되었다."
헌트는 초창기에 뉴욕 센트럴 파크의 60번가와 5번가에 있는 "스콜러스의 문"에 대한 공식적이고 고전적인 제안의 거절과 같은 그의 가장 큰 직업적 좌절을 겪었다. 센트럴 파크 역사가 사라 시더 밀러에 따르면, 영향력 있는 센트럴 파크 커미셔너 앤드류 해스웰 그린이 헌트의 디자인을 지지했지만, 공원 커미셔너들이 헌트의 디자인을 채택하자, 공원 설계자인 프레드릭 로 옴스테드와 캘버트 보(더 비공식적인 디자인을 옹호함)는 항의하고 센트럴 파크에 대한 입장을 철회했다. 프로젝트. 헌트의 계획은 결국 거부되었고, 옴스테드와 보는 프로젝트에 합류했다. 그럼에도 불구하고 헌트의 작품 중 하나는 비록 사소한 것이긴 하지만 공원에서 찾을 수 있다: 이스트 72번가에서 공원의 이스트 드라이브를 내려다보는 필그림 언덕에 존 퀸시 애덤스 워드의 청동상이 서 있는 녹슨 퀸시 화강암 받침대.
성공적인 경력의 한 요소인 헌트의 외향적인 성격은 잘 문서화되어 있다. 1869년 헌트를 만난 후, 철학자 랄프 월도 에머슨은 그의 저널에 "나에게 새로운 주목할 만한 사람, 건축가 리처드 헌트"라고 썼다. 그의 대화는 내가 기억하는 어떤 것보다도 활기차고, 물질로 가득 차 있었고, 그들의 경기 중 하나의 모험과 관련된 하버드 보트나 야구 클럽의 멤버의 활력과 분노로 표현되었다; 그러는 동안 내내, 예술의 가능성에 대한 훌륭한 이론으로 영감을 받았다." 헌트는 그의 부하들에게 인기가 있다고 전해졌고, 전설에 따르면 윌리엄 K호의 마지막 산책 동안이라고 한다. 헌트는 5번가에 있는 밴더빌트 저택에서 무도회장 중 한 곳에서 신비한 텐트 모양의 물체를 발견했다. 조사 결과, 그는 그것이 석공들의 옷을 입은 실물 크기의 자신의 동상을 덮고 있는 것을 발견했는데, 그 동상은 프로젝트의 석공들이 기리는 것으로 비밀리에 조각되어 있었다. 밴더빌트는 그 조각상이 그 집의 입구의 지붕 위에 놓이도록 허락했다. 헌트는 실용적이라고 한다; 그의 아들 리처드는 그의 말을 인용했다. "먼저 기억해야 할 것은 당신이 소비하고 있는 것은 고객의 돈이라는 것이다. 당신의 목표는 그들의 바람을 따라 최고의 결과를 얻는 것이다. 만약 그들이 당신이 굴뚝 위에 거꾸로 서서 집을 짓기를 원한다면, 그것을 하는 것은 당신에게 달려 있다."
1859년, 헌트의 동생 윌리엄이 집을 샀던 로드아일랜드의 뉴포트(Newport)에서 광범위한 사회적 연줄로 인해 헌트의 직업적 행적은 탄력을 받았다. 1860년 헌트는 새뮤얼 S의 딸 캐서린 클린턴 하울랜드와 결혼하였다. 뉴욕의 해운상인 하울랜드와 그의 아내 조안나 혼. 1861년 4월 2일, 그들은 10번가의 5번가에 있는 승천 교회에서 결혼식을 올렸고, 신문 기자에 따르면, 신부는 40만 달러의 결혼 지참금을 가져왔다. 헌트의 초기 목조건축 주택들 중 다수는 뉴포트에 지어졌으며, 후자의 일부는 헌트가 오랫동안 보람 있는 관계를 맺었던 철도 거물 가족인 밴더빌트를 위해 지어졌다.

### 뉴욕에서의 말년
1870년대 초에 헌트는 뉴욕의 트리뷴 빌딩 (1873–75, 엘리베이터가 있는 가장 초기의 건물들 중 하나)과 자유의 여신상 (1881–86)의 받침대를 포함하여 더 많은 실질적인 의뢰를 받았다. 헌트는 프린스턴의 신학 도서관과 후작 채플, 하버드의 포그 미술관, 예일 대학교의 스크롤 앤 키 클럽하우스 등 기관 업무에 많은 시간을 할애했다.
1877년 5번가에 헌트의 레녹스 도서관이 완공되기 전까지, 그의 미국 작품들 중 어느 것도 그가 주로 연관되었던 보자르 스타일로 디자인되지 않았다. 만년에 그는 1893년 시카고의 콜럼비아 만국 박람회를 계획하기 위해 선택된 건축가들의 컨소시엄에 가입했다. 이 박람회의 행정 빌딩을 위한 헌트의 디자인은 영국 왕립 건축가 협회로부터 금메달을 받았다.
헌트가 마지막으로 남긴 건물들은 잭슨 스퀘어 도서관과 그가 1883년 103번가와 104번가 사이의 암스테르담 애비뉴에 완공한 '존경할 수 있는 노인 빈곤 여성 구제 협회'를 위해 설계한 자선 병원이다. 이 붉은 벽돌 건물은 20세기 말에 보수되어 지금은 유스호스텔이 되었다.
1887년 조지 밴더빌트 3세(코넬리우스 밴더빌트의 손자)의 자금으로 지어진 잭슨 스퀘어 도서관도 여전히 남아 있다. 이 도서관은 뉴욕 최초의 자유롭고 개방적인 공공 도서관 건물들 중 하나이며, 오픈 스택의 혁신을 도입한 최초의 도서관 중 하나이다. 이것은 대중들이 카탈로그에서 카드 번호를 찾아 사서에게 책을 찾아달라고 부탁할 필요 없이 실제로 책꽂이에서 직접 책을 집어들 수 있게 해주었다. 이것은 부분적으로 절도에 대한 두려움에 바탕을 둔 표준적인 관행이었다.  이 건물은 1960년대 초 해체될 때까지 도서관으로 계속 운영되었다.

### 전문 옹호
건축평론가 폴 골드버거는 헌트가 선택한 직업을 높이려는 노력을 언급하면서, 뉴욕 타임즈에 헌트가 "미국 건축의 최초이자 많은 면에서 가장 위대한 정치가"라고 썼다. 1857년, 헌트는 뉴욕 건축가 협회를 공동 설립했고, 곧 미국 건축가 협회가 되었다. 헌트는 건축가들이 의사나 변호사와 동등한 합법적이고 존경받는 전문가로서 대우와 보수를 받아야 한다고 주장하면서, 건축가의 지위 향상을 끊임없이 옹호했다. 1893년, 헌트는 뉴욕시립미술협회를 공동 설립했고, 뉴욕시립미술협회의 초대 회장을 지냈다.
헌트의 많은 제자들은 성공적인 경력을 가지고 있었다. 그의 회사에서 일했던 직원들 중에는 프랑스계 미국인 건축가이자 에콜 드 보자르 졸업생인 에마뉘엘 루이스 마스커레이가 세인트루이스에서 열린 루이지애나 구매 박람회에서 디자인 책임자가 되었다. 루이스. 헌트는 예술가들과 장인들을 격려했고, 그의 건물을 장식하기 위해 그들을 자주 고용했다. 특히 헌트의 많은 프로젝트에 참여한 조각가 칼 비터는 유명하다.

## 죽음과 유산

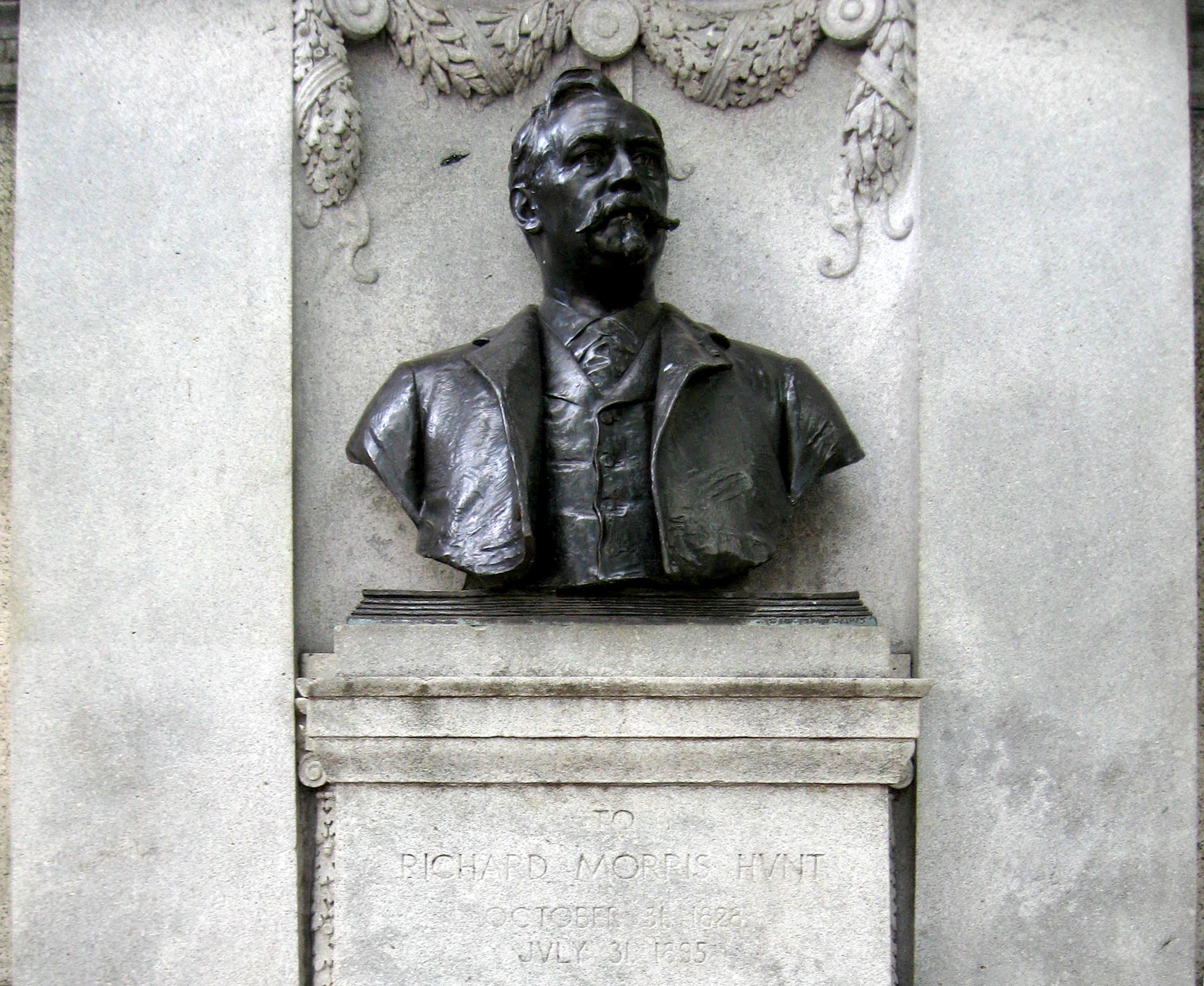
리처드 모리스 헌트 기념관,5 번가,뉴욕시

1895년 로드아일랜드주 뉴포트에서 사망했으며, 뉴포트의 공동묘지와 아일랜드 묘지에 묻혔다. 1898년, 시립 미술 협회는 건축가 브루스 프라이스가 디자인한 리처드 모리스 헌트 기념관에 헌트의 흉상과 다니엘 체스터 프렌치가 조각한 2개의 캐러티드(한쪽은 예술을 상징하고 다른 한쪽은 건축)를 의뢰했다. 기념비는 헌츠 레녹스 도서관 건너편 70번가 근처의 5번가를 따라 센트럴 파크 벽에 설치되었다.

1901년 그의 형 조지프 하울랜드 헌트가 헌트의 뒤를 이어 헌트 & 헌트를 설립하였다. 그들은 1902년 메트로폴리탄 미술관의 부속 건물을 포함하여 아버지의 많은 프로젝트들을 완성했다. 1894년 아버지가 처음 스케치한 새 건물에는 5번가 입구 정면, 현관 홀, 웅장한 계단이 있었다.

## 디자인 한 건물

### 주택
- 토머스 피 로시터,  엘르아제르 파믈리 주택, 뉴욕시(1855-1857).
- J.N.A 그리스월드 주택, 뉴포트, 로드아일랜드 (1863–1864).
- 프레드릭 에드윈 처치의 첫 주택, 코지 코티지, 올라나, 허드슨,뉴욕 (1860-1861),[4]
- 에버렛 던 주택, 테나 플리, 뉴저지 (1867).[5]
- 윌리엄 .F. 콜스 주택, 더 로지, 뉴포트, 로드아일랜드 (1869-1870), 철거됨.
- 마틴 브리머 주택, 보스턴 매사추세츠 (1870).
- 리처드 베이커 주니어 주택, 웨스트클리프, 뉴포트, 로드아일랜드
- 리처드 모리스 헌트 주택, 하이포텐유스, 뉴포트, 로드아일랜드 (1870년 이후 개조 ).
- 토마스 골드 애플턴 주택, 뉴포트, 로드아일랜드 (1870-1871), 1920년 이후 화재로 파괴
- 헨리 마캉드 주택, 린든 게이트, 뉴포트, 로드아일랜드 (1872-1873), 1973년 화재로 파괴
- H.B 홀린스,저택, 미도우 팜, 이스트 이슬립, 뉴욕
- 제이콥 하스켈 주택,오리엔트 스트리트, 매사추세츠 주 스왐프스콧 (1871–1873).[6]
- 마샬 필드 저택 ,프레리 애비뉴, 일리노이 주 시카고 (1873-1876),1955년 철거.
- 지피 웻모어 저택, 샤토 쉬르 메르, 뉴포트, 로드아일랜드 (리노베이션 1870-1873 및 1876-1880).[7]
- 윌리엄 키삼 밴더빌트 저택,  Petit Chateau, 뉴욕시 5 번가(1878-1882),1926년 철거.[8]
- 윌리엄 키삼,알바 밴더빌트 부부 별장, Idle Hour, 서퍽 카운티,뉴욕 (1878-1882),1899 년 화재로 파괴.[9]
- 찰스 더블유 쉴즈 주택, 네더클리프, 뉴포트, 로드아일랜드 (1881–1883).
- 헨리 마캉드 저택, 매디슨 애비뉴, 뉴욕시(1881-1884),철거.[10]
- Château de Montméry(장 테 하빌랜), 암바작, 오트 비엔, 프랑스(1885).
- 제임스 핀촛 저택, 그레이 타워,  밀포드, 펜실베니아 (1884–1886).
- 오그던 밀스 저택, 뉴욕시 5번가(1885-1887),철거.
- 윌리엄 보든 저택, 일리노이 주 시카고 (1884-1889),철거.
- 아치 볼드 로저스 저택, 하이드 파크, 뉴욕 (1886–1889).
- 윌리엄 키삼 밴더빌트 별장, 마블하우스, 뉴포트, 로드아일랜드 (1888–1892).
- J.R 버스크 저택, 인디언 스프링스, 렌섬 하우스, 뉴포트, 로드아일랜드 (1889–1892).
- 오그덴 골렛 저택, 오커 코트, 뉴포트, 로드아일랜드 (1888–1893).
- 도르샤이머-버스크 저택, 뉴포트, 로드아일랜드 (1890–1893).
- 올리버 벨몬트 집, 벨코트, 뉴포트, 로드아일랜드 (1891–1894).
- 존 제이콥 애스터 4세 저택, 뉴욕시 5번가(1891-1895),1926년 철거.
- 조지 워싱턴 밴더빌트 저택, 빌트 모어 저택, 애쉬빌, 노스 캐롤라이나 (1890-1895),미국에서 가장 큰 개인 주택.
- 코넬리우스 밴더빌트 2세 저택, 브레이커즈, 뉴포트, 로드아일랜드 (1892–1895).
- 엘브리지 게리 하우스, 뉴욕시 5번가(1895), 1929년 철거.
- 코넬리우스 밴더빌트 2세 저택, 뉴욕시 5번가 1927년 철거.

### 공공 건물
- 1956년에 철거된 뉴욕시 10번가 스튜디오 빌딩 (1857).
- Stuyvesant 아파트, 142 East 18th Street, New York City(1869), 1959년경 철거됨.
- Scroll and Key Secret Society, Yale University, New Haven, Connecticut (1869).
- East Divinity Hall(Edwards Hall), Yale University, New Haven, Connecticut (1869), 철거됨.
- Marquand Chapel, Yale University, New Haven, Connecticut (1871), 철거됨.
- 뉴욕시 장로교 병원(1869-1872), 철거됨.
- Travers Block, Bellevue Avenue, Newport, Rhode Island (1870-1872).
- Howland Cultural Center, Beacon, New York (1872), Hunt의 처남 Joseph Howland 를 위한 Howland 도서관으로 설계되었다.
- First Presbyterian Church, Beacon, New York (1872), 부분적으로 불탔다.
- 버지니아 홀(및 기타 건물), Hampton Institute(현재 Hampton University), Hampton, Virginia (1874).
- 뉴욕 트리뷴 빌딩, 뉴욕시(1875), 1966년 철거.
- 레녹스 도서관, 5번가, 뉴욕시(1871–1877), 1912년 철거
- 뉴저지 주 프린스턴에 있는 프린스턴 대학교의 레녹스 신학 도서관(1879)은 1956년경에 철거되었다.
- St. Mark's Episcopal Church, Islip, New York (1879–1880).
- Marquand Chapel, Princeton University, Princeton, New Jersey (1881–1882), 1920년 화재로 소실.
- Association Residence 요양원, 암스테르담 애비뉴, 뉴욕시(1881–1883).
- 자유의 여신상 ( 세계를 밝히는 자유 ) 받침대, 리버티 섬 (1881-1886).
- Aaron Burr Hall, Princeton University, Princeton, New Jersey (1891).
- Clark Hall, Case Western Reserve University, 클리블랜드, 오하이오 (1891-1892).
- 관리 건물, 세계 콜롬비아 박람회, 일리노이 주 시카고 (1892–1893), 철거됨.[11]
- Fogg Art Museum, Cambridge, Massachusetts (1892–1895), 1925년에 철거 및 교체되었다.
- Southern Railway, Biltmore Station, One Biltmore Plaza, Asheville, North Carolina (1896).[12]
- 모든 영혼의 대성당, 빌트모어 빌리지, 애쉬빌, 노스캐롤라이나 (1896).
- 메트로폴리탄 미술관, 메인 윙(입구 파사드, 현관 홀 및 웅장한 계단), 뉴욕시 5번가(1902년 사후 완성).

### 도시그는 1902년 입구 파사드와 메트로폴리탄 미술관 그레이트 홀, 자유의 여신상 받침대(세계를 계몽하는 자유), 그리고 파괴된 이후 많은 5번가 맨션을 위한 디자인으로 뉴욕시를 형성하는 데 도움을 주었다. 디자인
- 1892년 컬럼비아 대학교 뉴욕 모닝사이드 하이츠 캠퍼스의 마스터 플랜은 맥킴, 미드 & 화이트가 우승한 3자 대결에서 패배했다.

- 받침대 순례자 (동상), 필그림 힐, 센트럴 파크,뉴욕시(1884)

## 갤러리

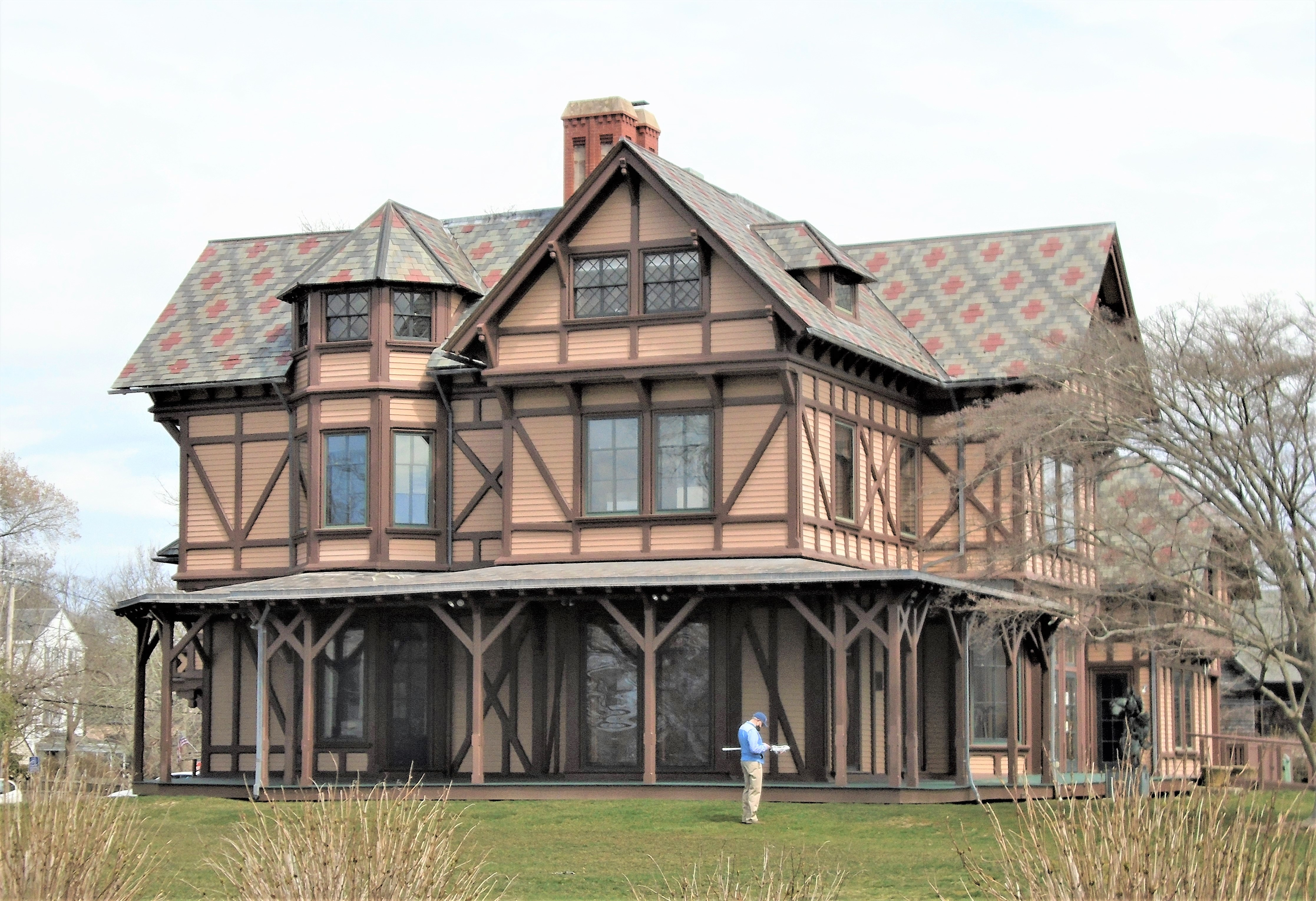
John NA Griswold House, 뉴포트, 로드 아일랜드 (1861–1863)
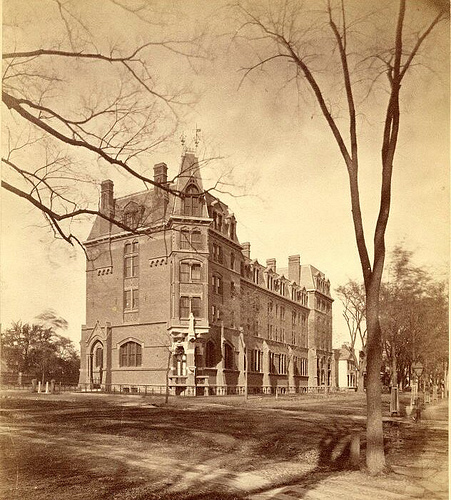
Yale College의 East Divinity Hall(1869년 건축, 철거)
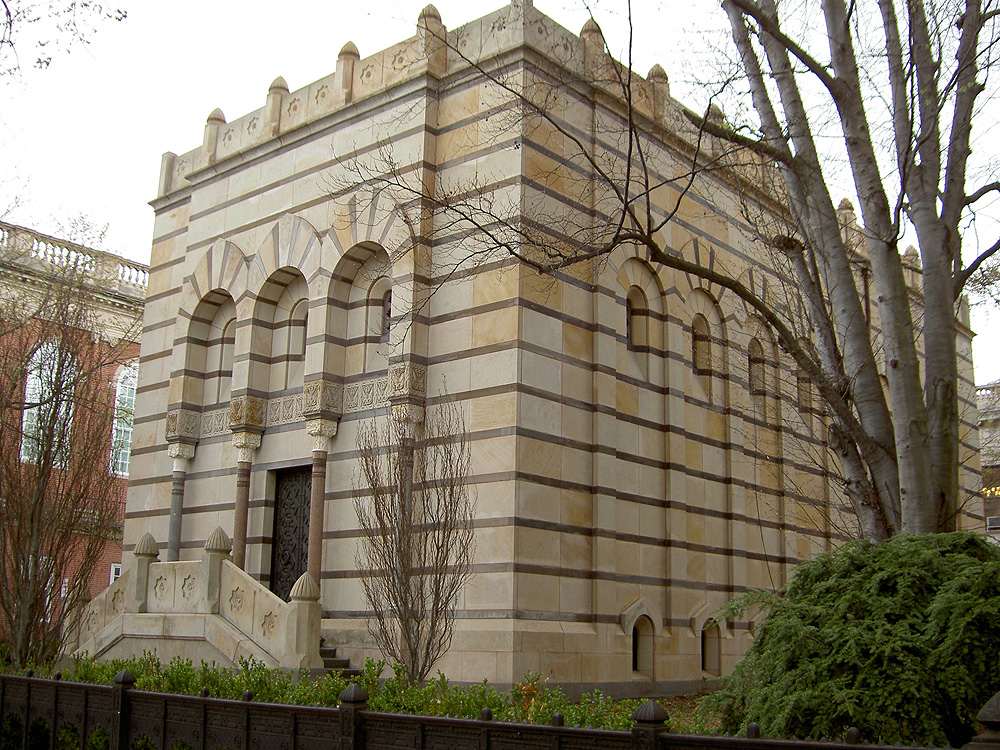
두루마리와 열쇠 무덤, 예일 대학교 (1869)
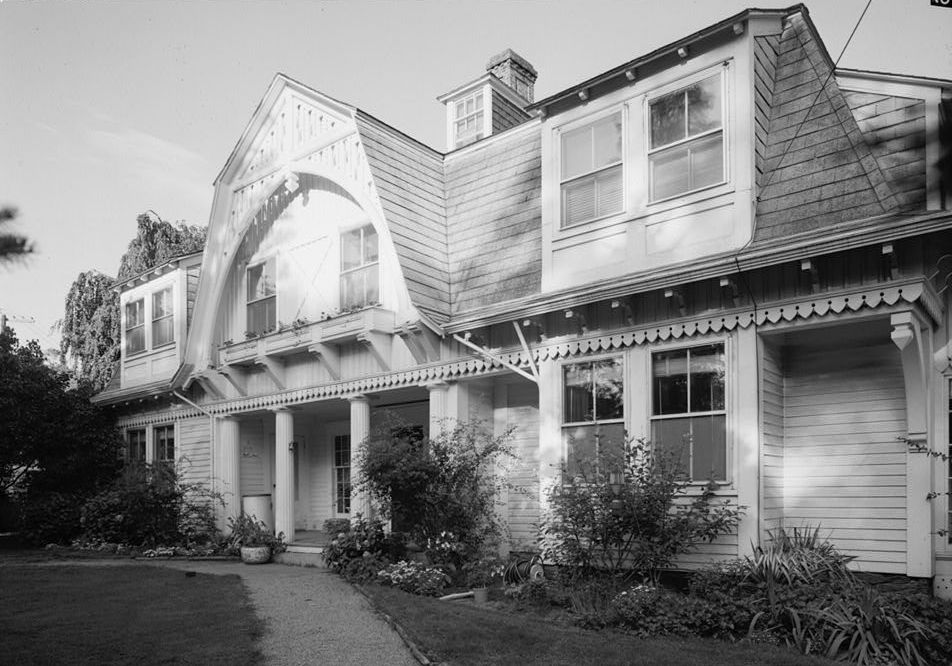
헌트의 집, "Hypotenuse", 뉴포트, 로드 아일랜드 (변경  1870경 )
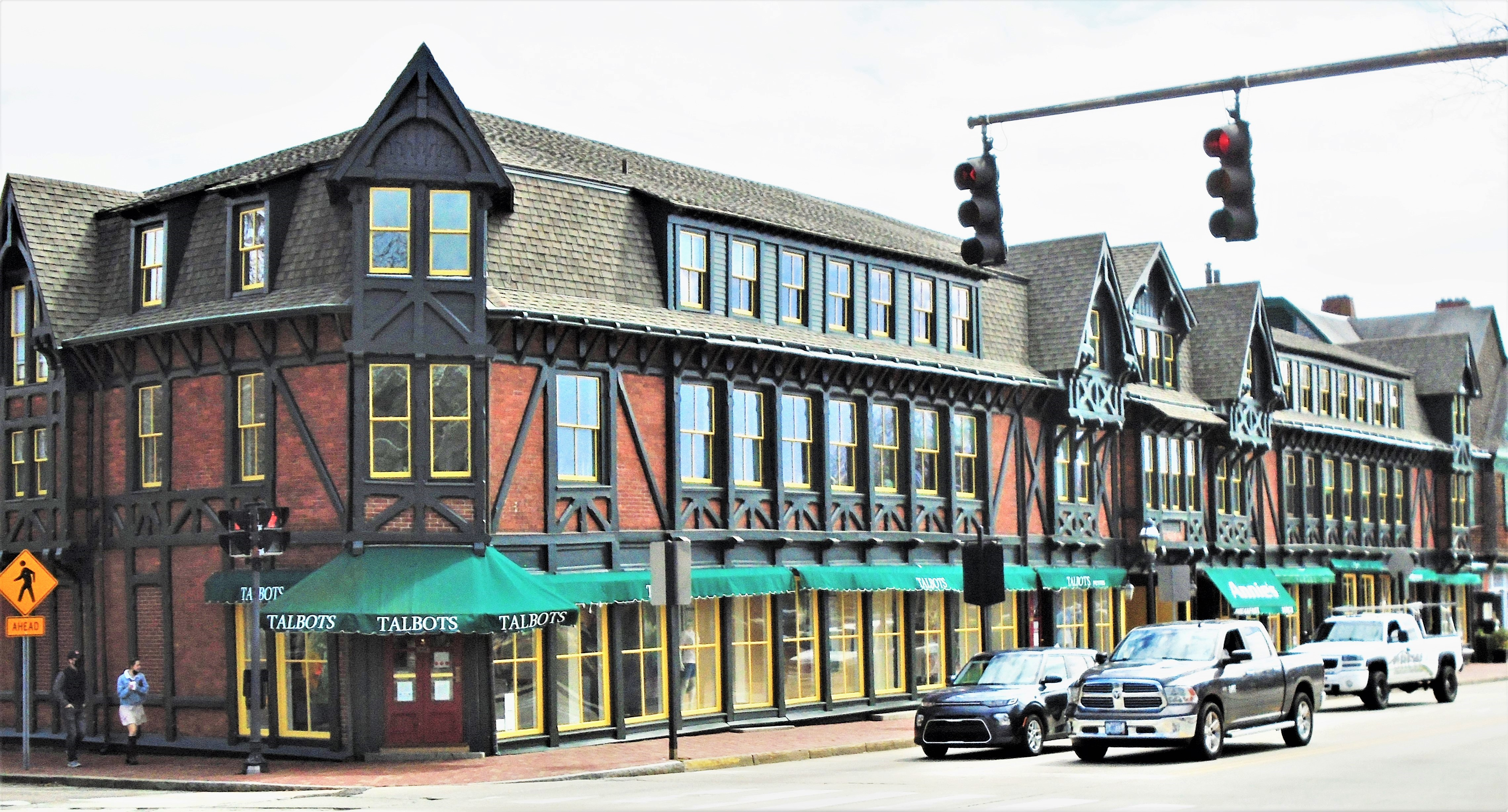
트래버스 블록, 뉴포트, 로드 아일랜드 (1870–71)
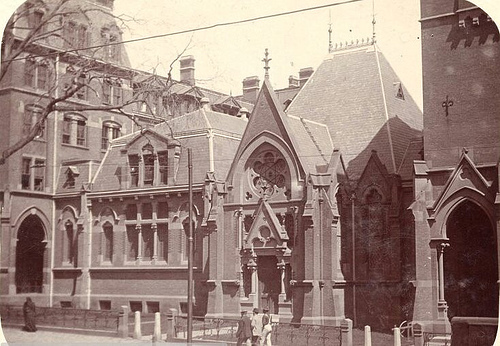
Marquand Chapel, Yale College (1871년 건설, 철거)
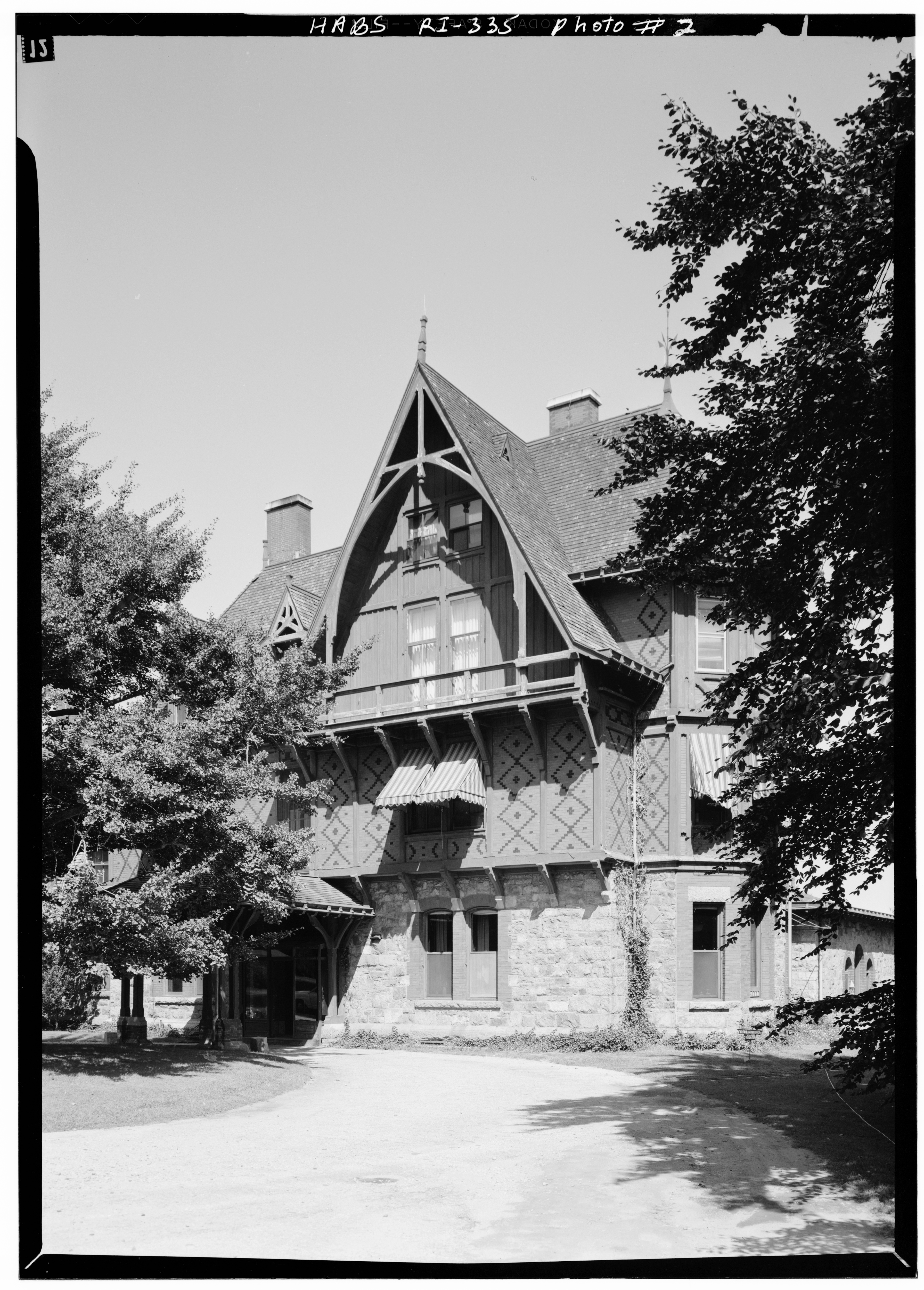
Henry G. Marquand House, 뉴포트, 로드 아일랜드 (1872–73)
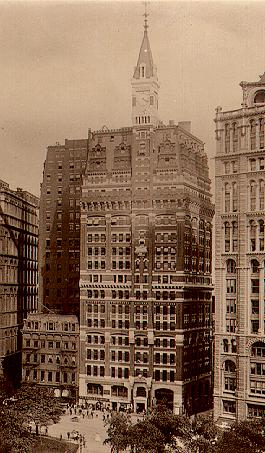
뉴욕 트리뷴 빌딩, 뉴욕시(1875년 건설, 1905년 2배 크기, 1966년 철거)
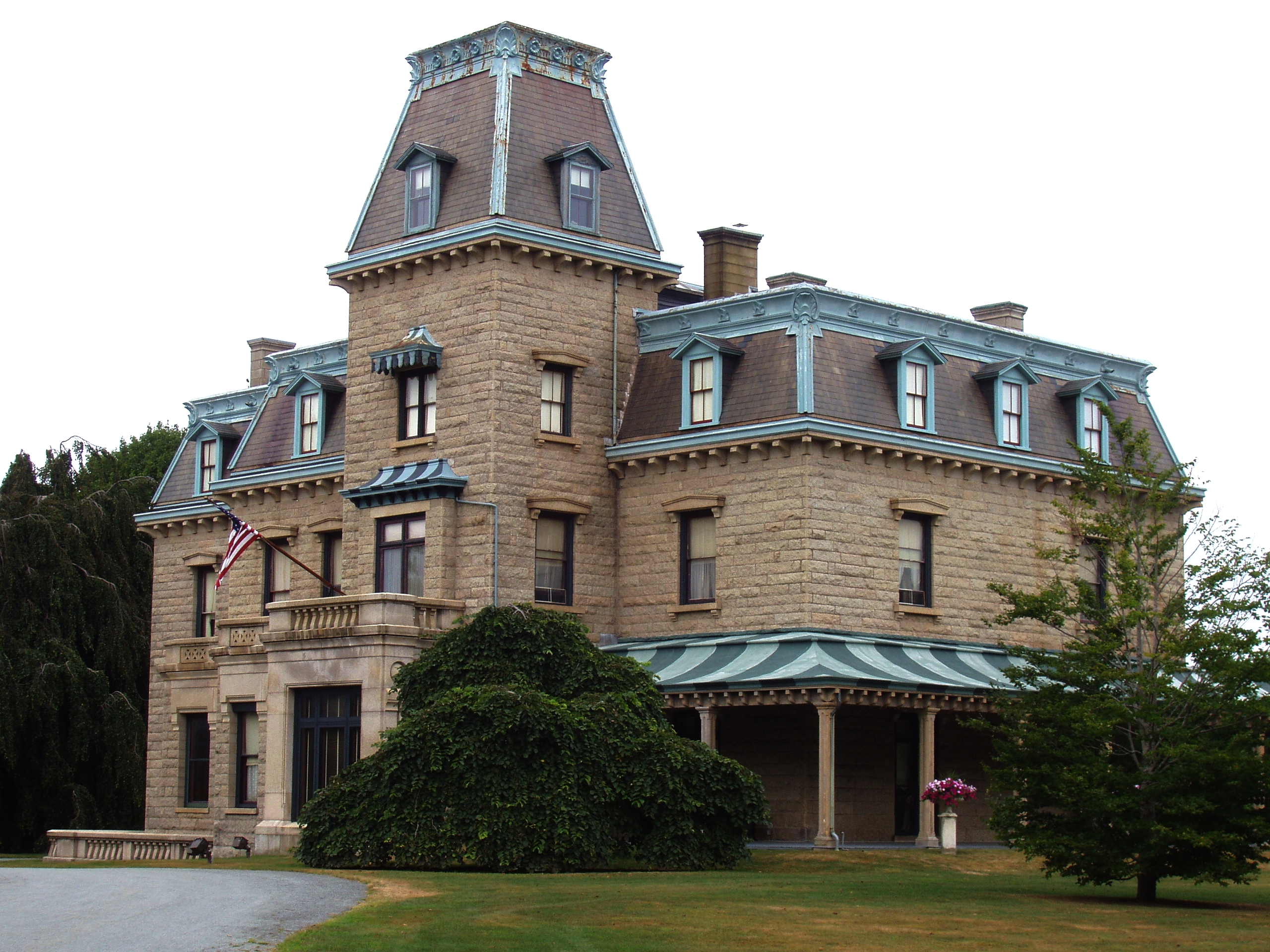
Chateau-sur-Mer, Newport, Rhode Island (1870-1873 및 1876-1880에 확대 및 변경됨)
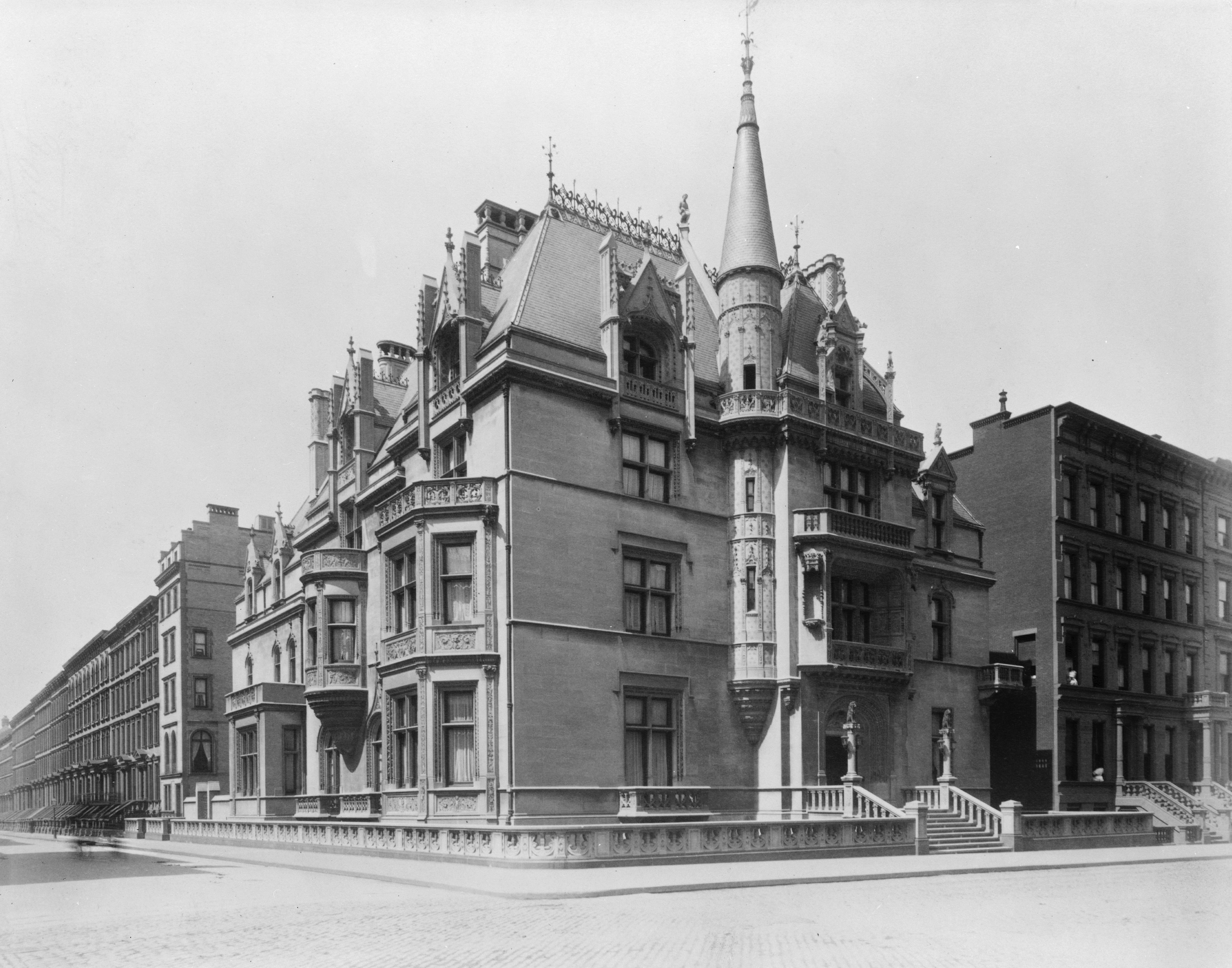
William K. Vanderbilt House, Fifth Avenue, New York (1878-1882년 건축, 1926년 철거)
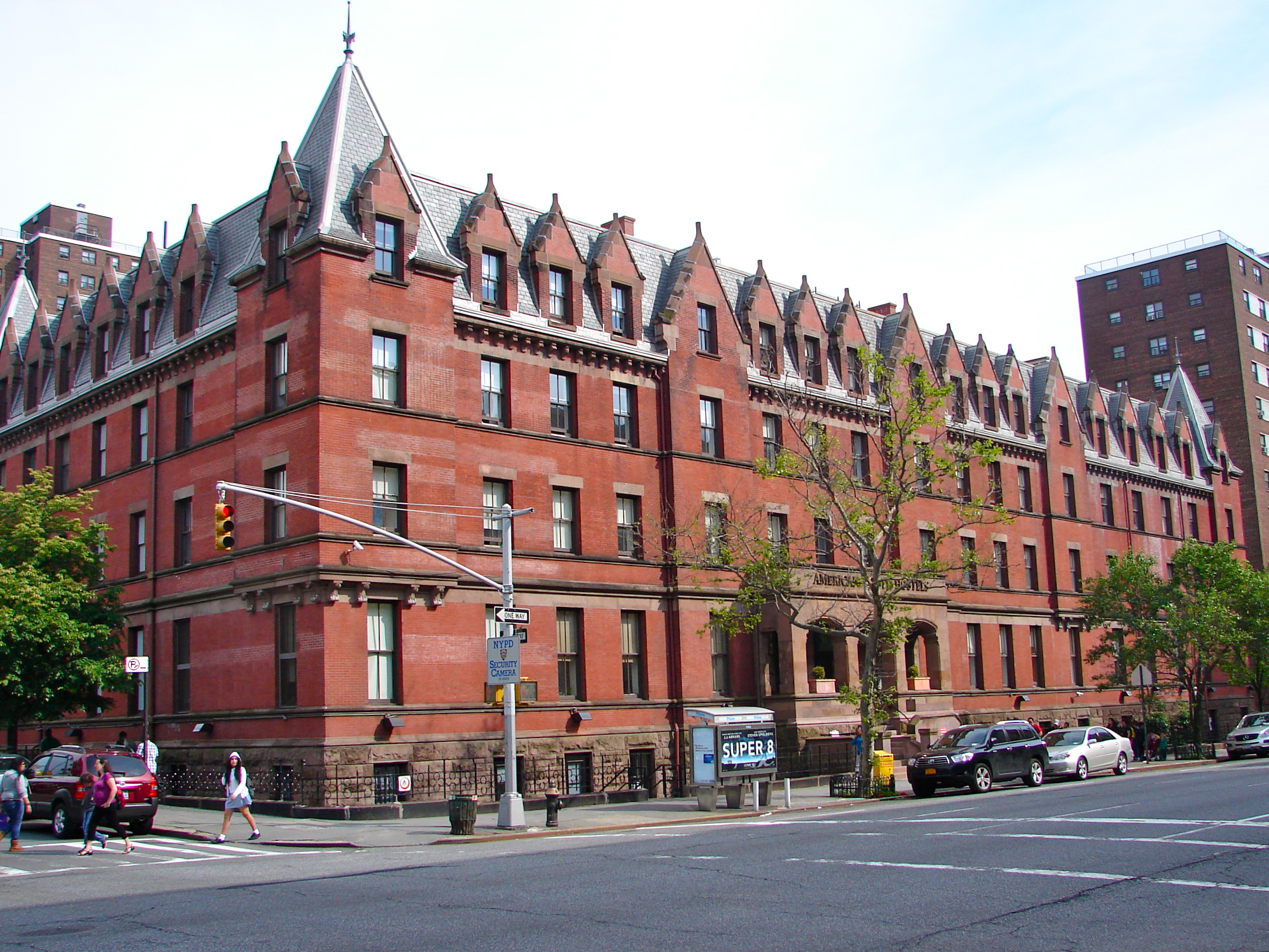
협회 레지던스 요양원, 암스테르담 애비뉴, 뉴욕시(1883년 건설)
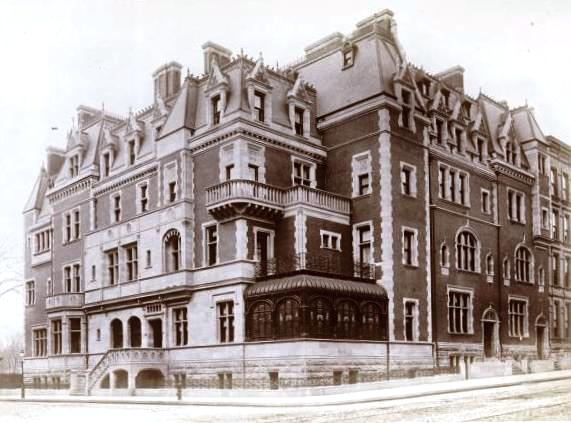
Henry G. Marquand House, Madison Avenue, New York (1884년 건설, 철거)
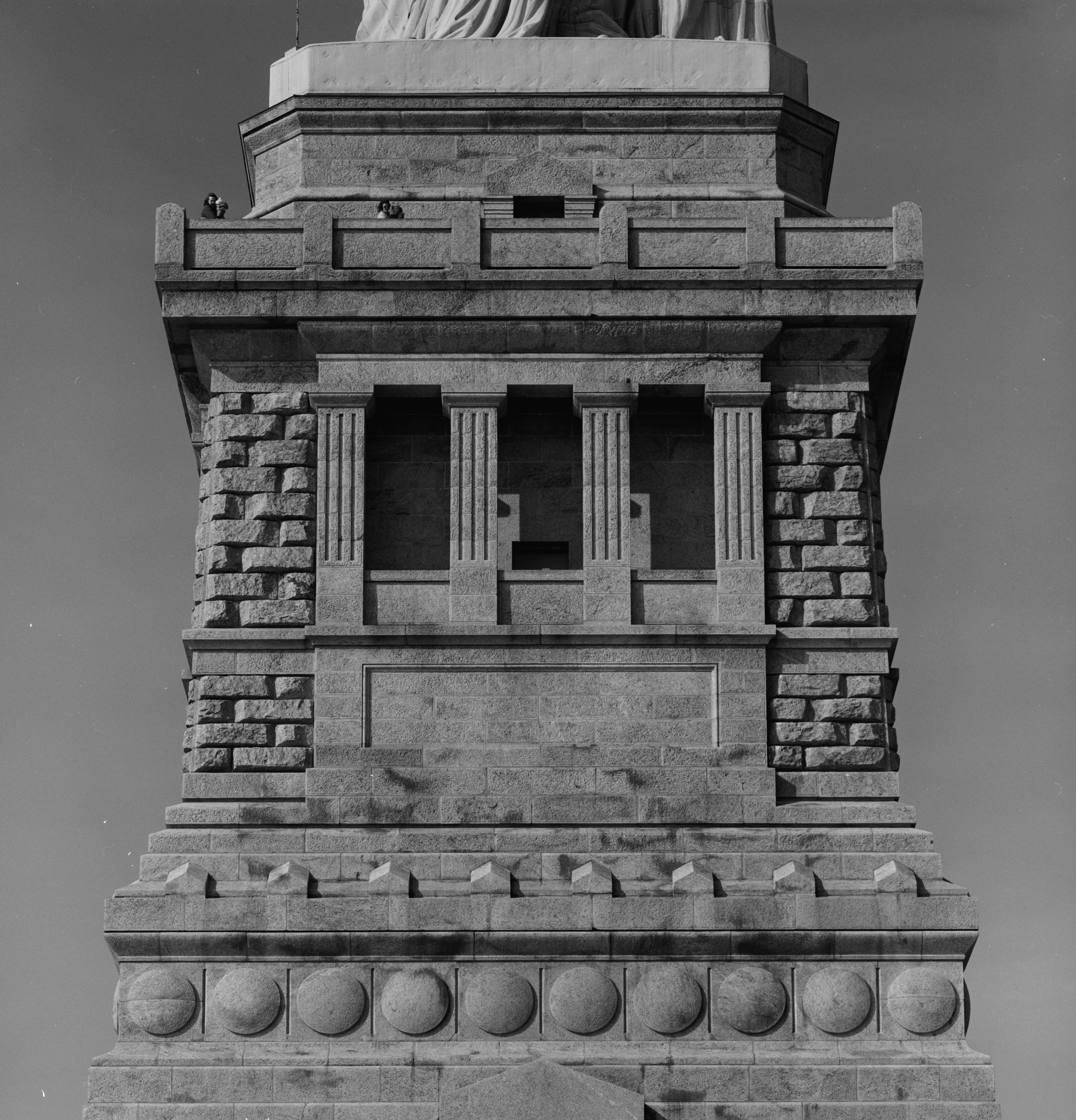
자유의 여신상 ( 세계를 계몽하는 자유 ) 받침대(1881–1886년 건설)
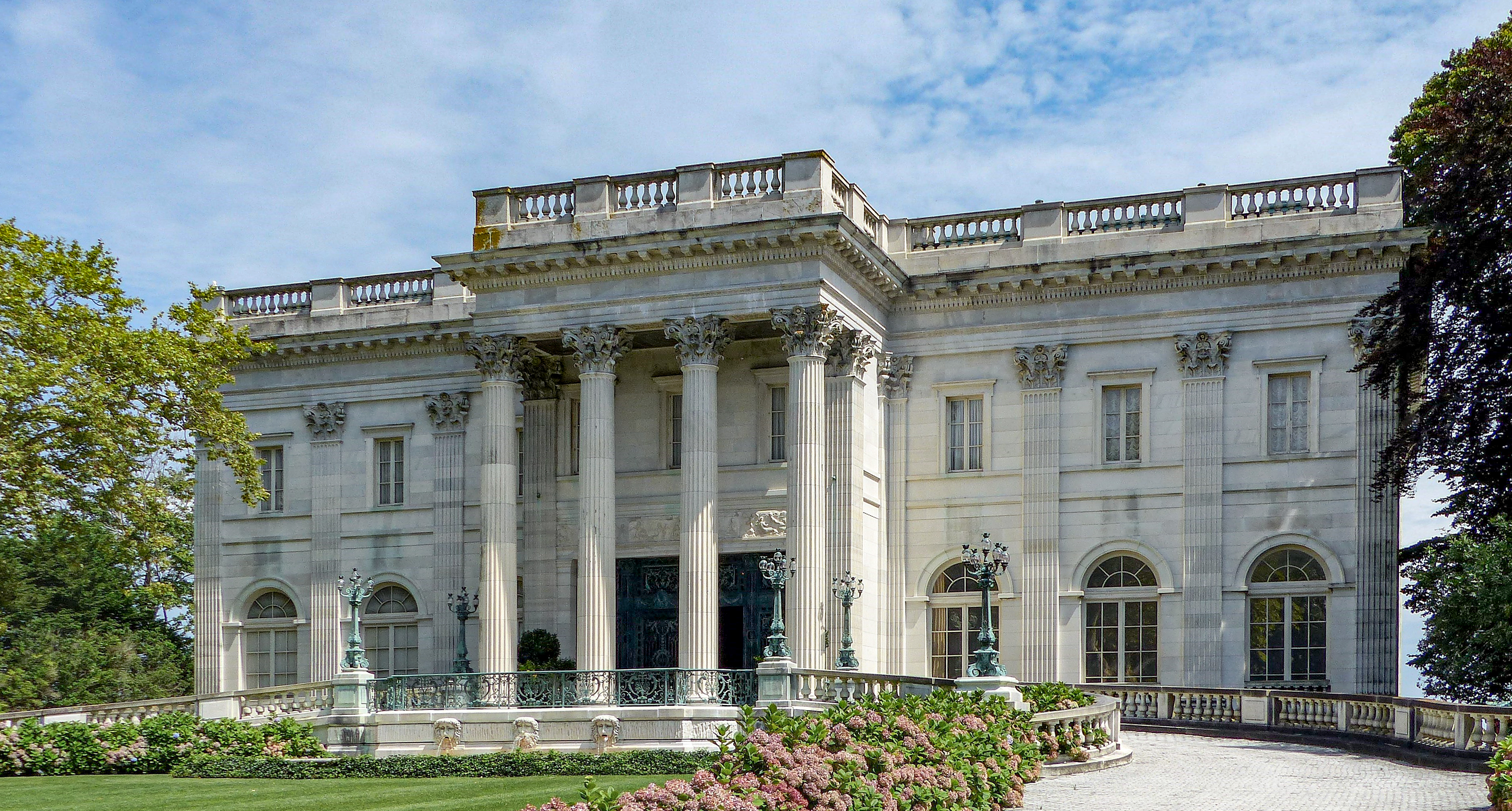
마블 하우스, 뉴포트, 로드 아일랜드 (1888–1892 건축)
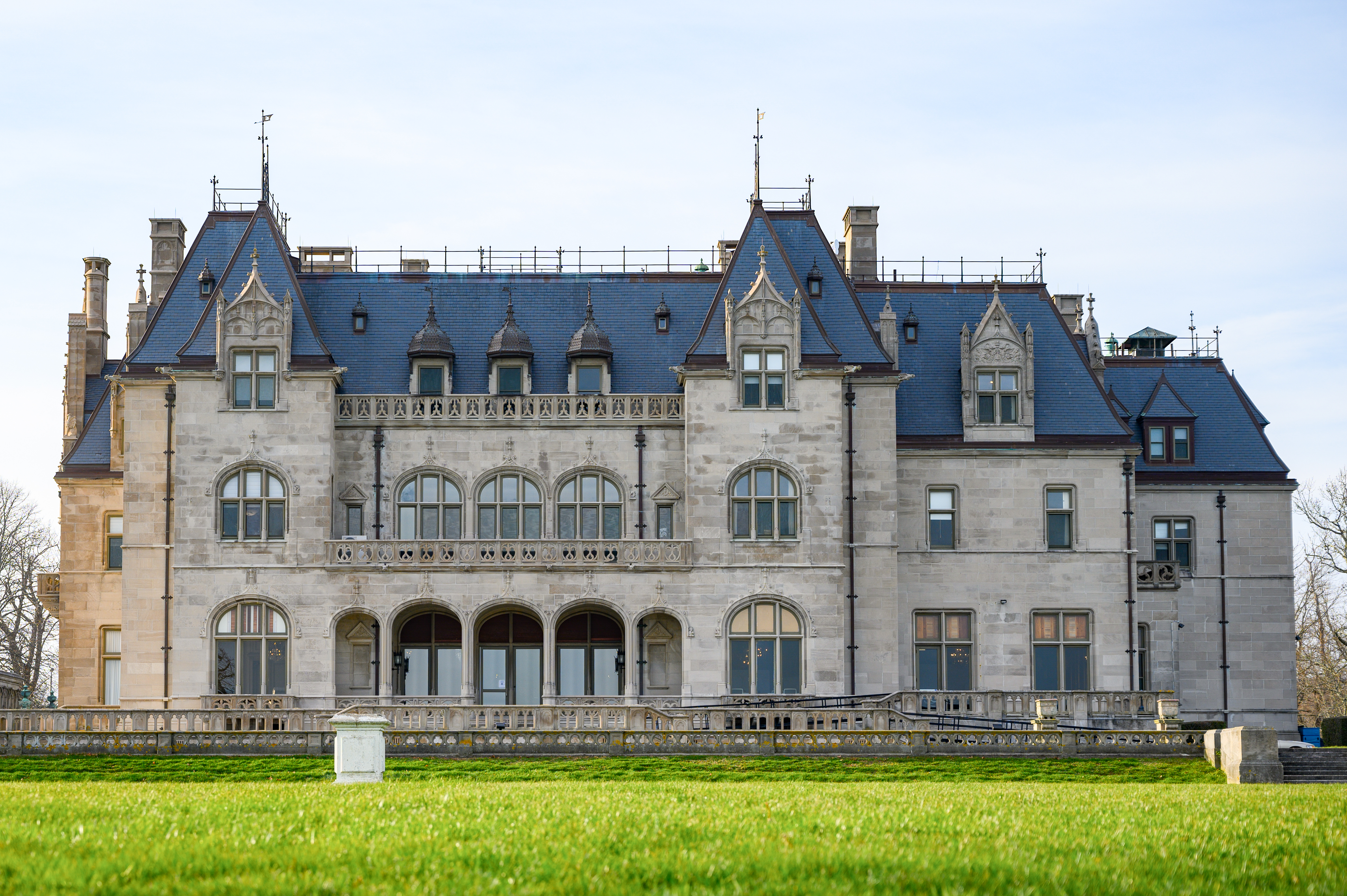
Ocher Court, Newport, Rhode Island (1888-1893 건축)
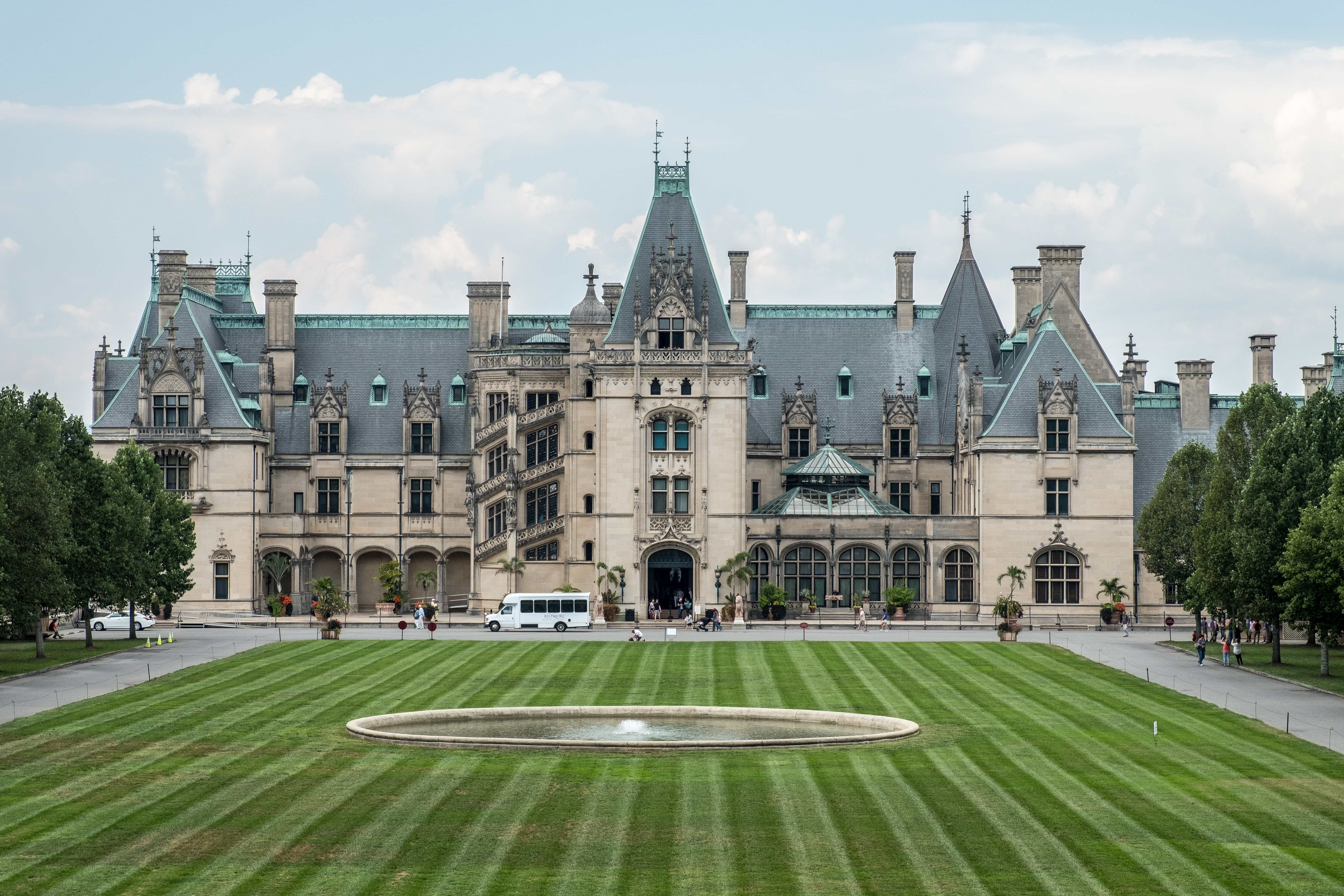
조지 워싱턴 밴더빌트 2세 (1890~1895년 건축)를 위해 설계된 미국 최대의 개인 주택인 빌트모어 에스테이트
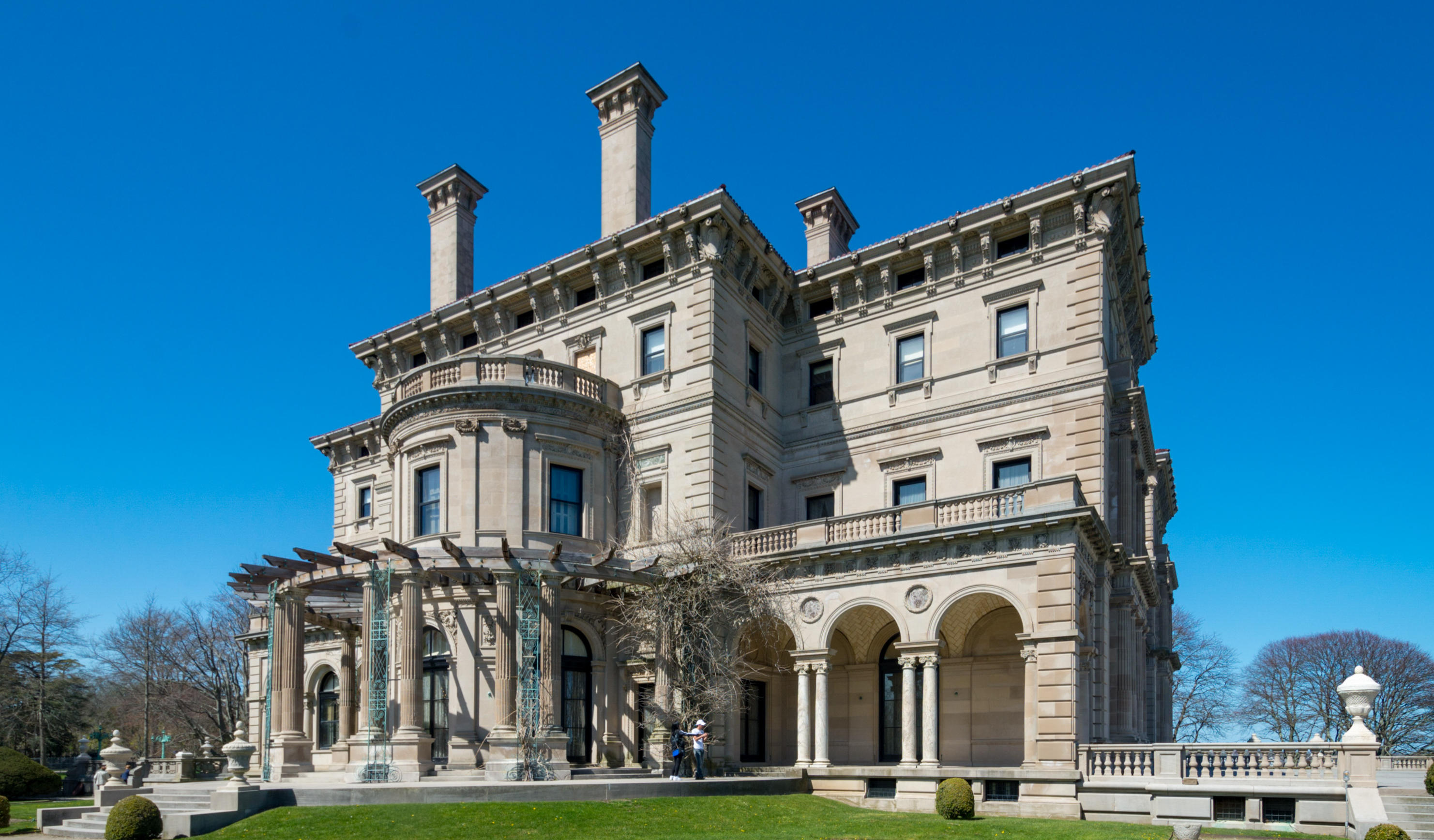
The Breakers, Newport, Rhode Island, Cornelius Vanderbilt II를 위해 설계됨(1892–1895년 건설)
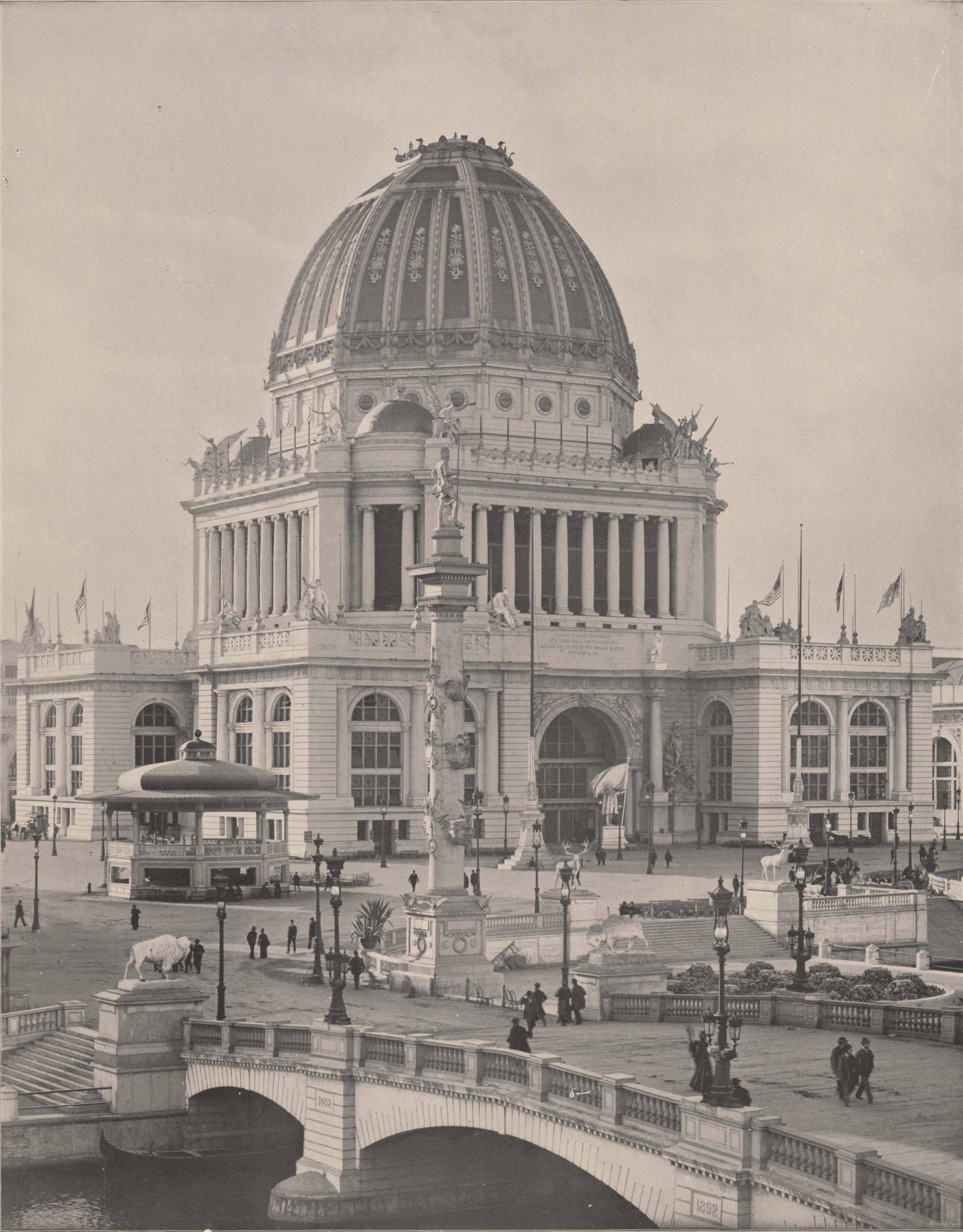
관리 건물, 세계 컬럼비아 박람회, 시카고(1893년 완공, 철거)
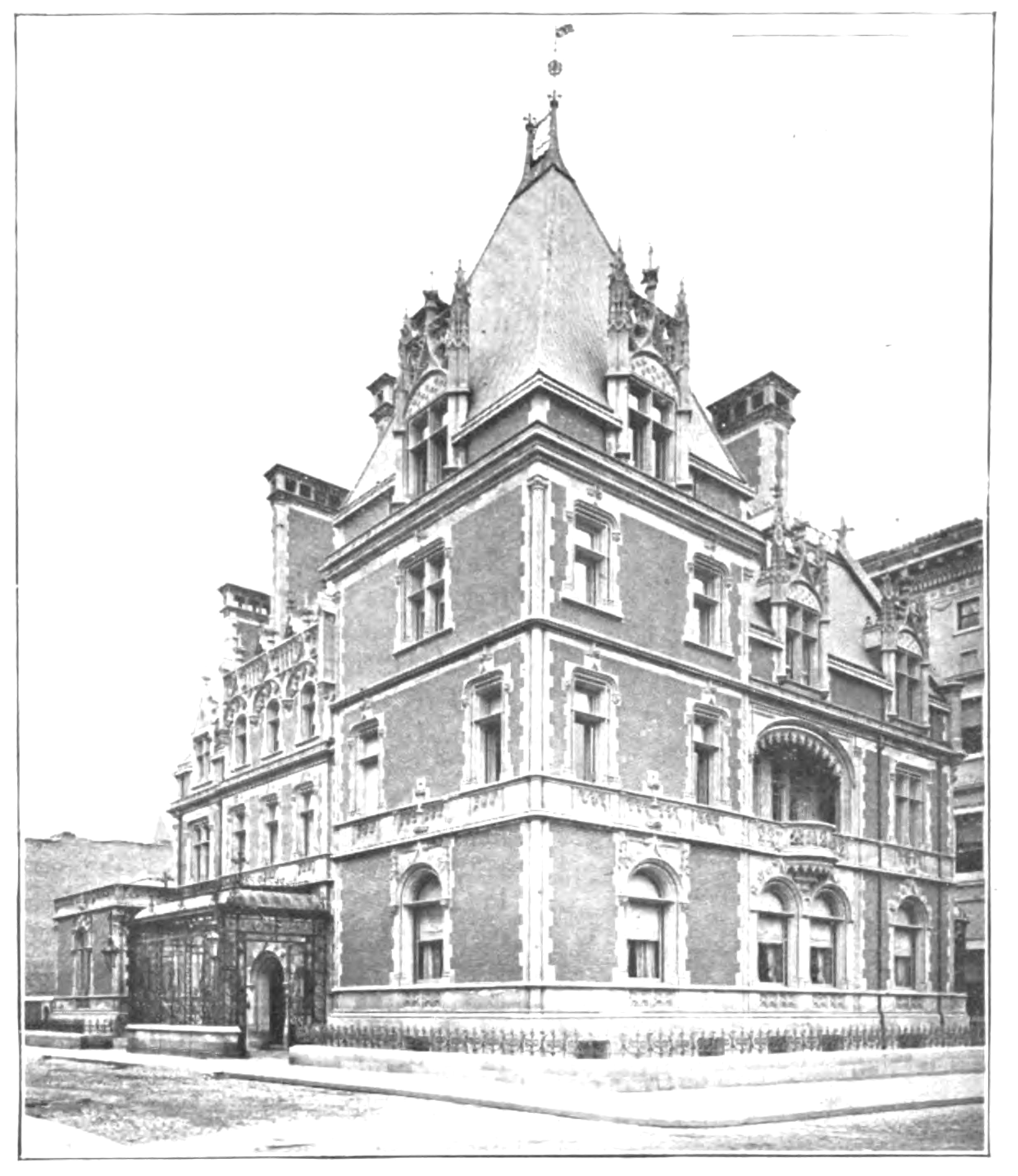
Elbridge Gerry House, Fifth Avenue, New York (1895년 완공, 철거)
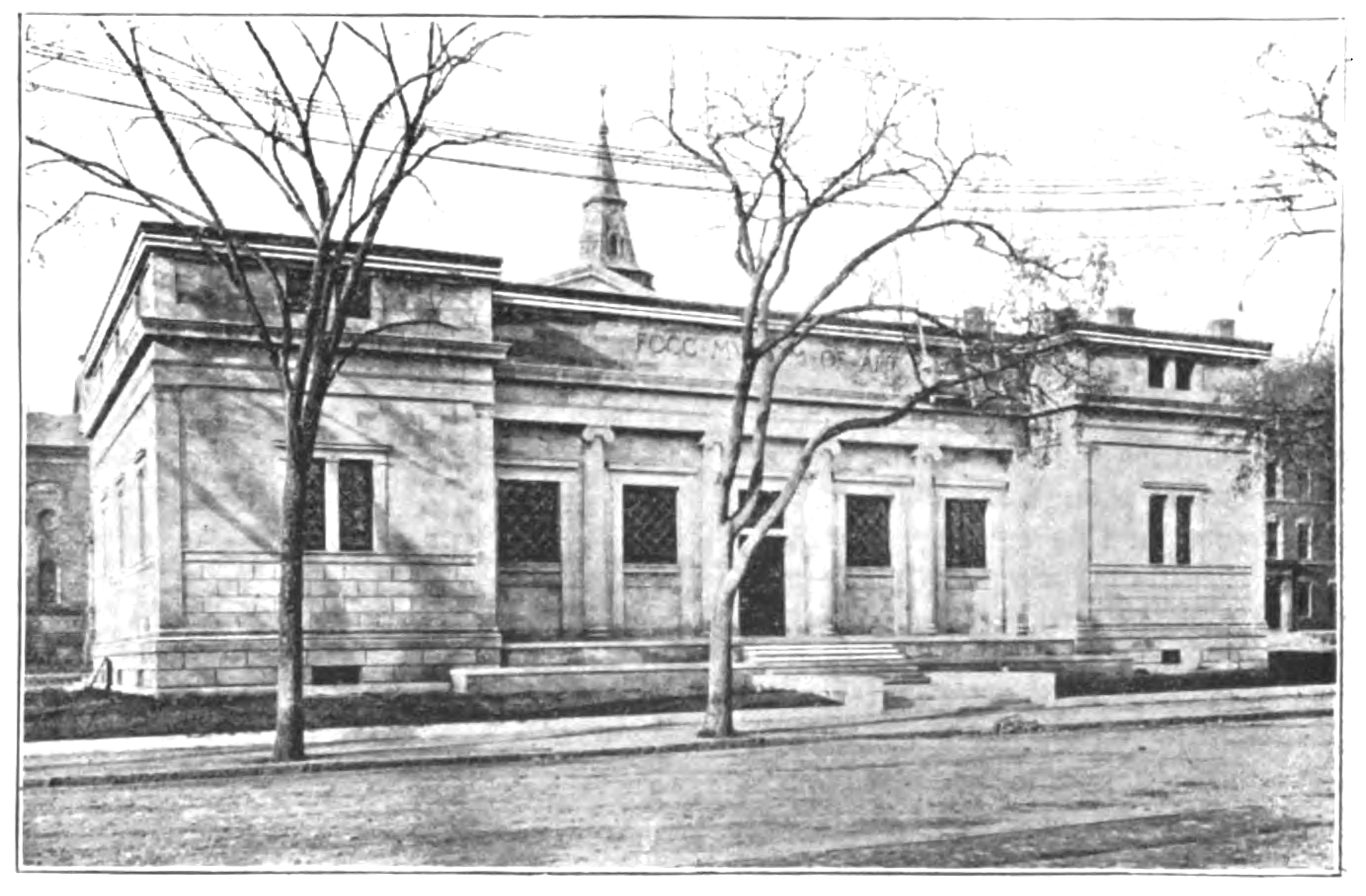
하버드 대학교 포그 미술관(1895년 완공, 1925년 철거)
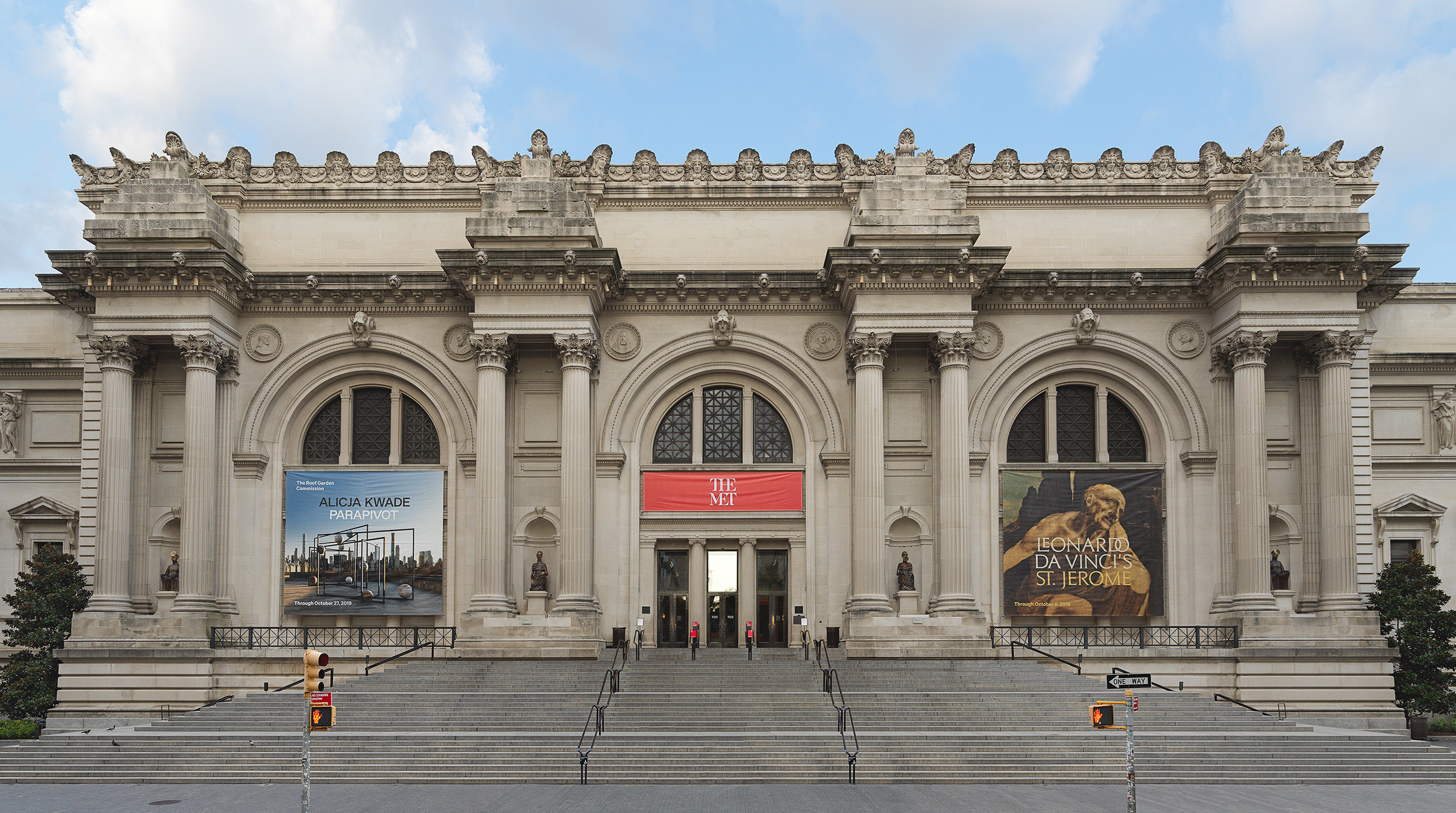
뉴욕 메트로폴리탄 미술관 입구 동(1902년 사후 완성)
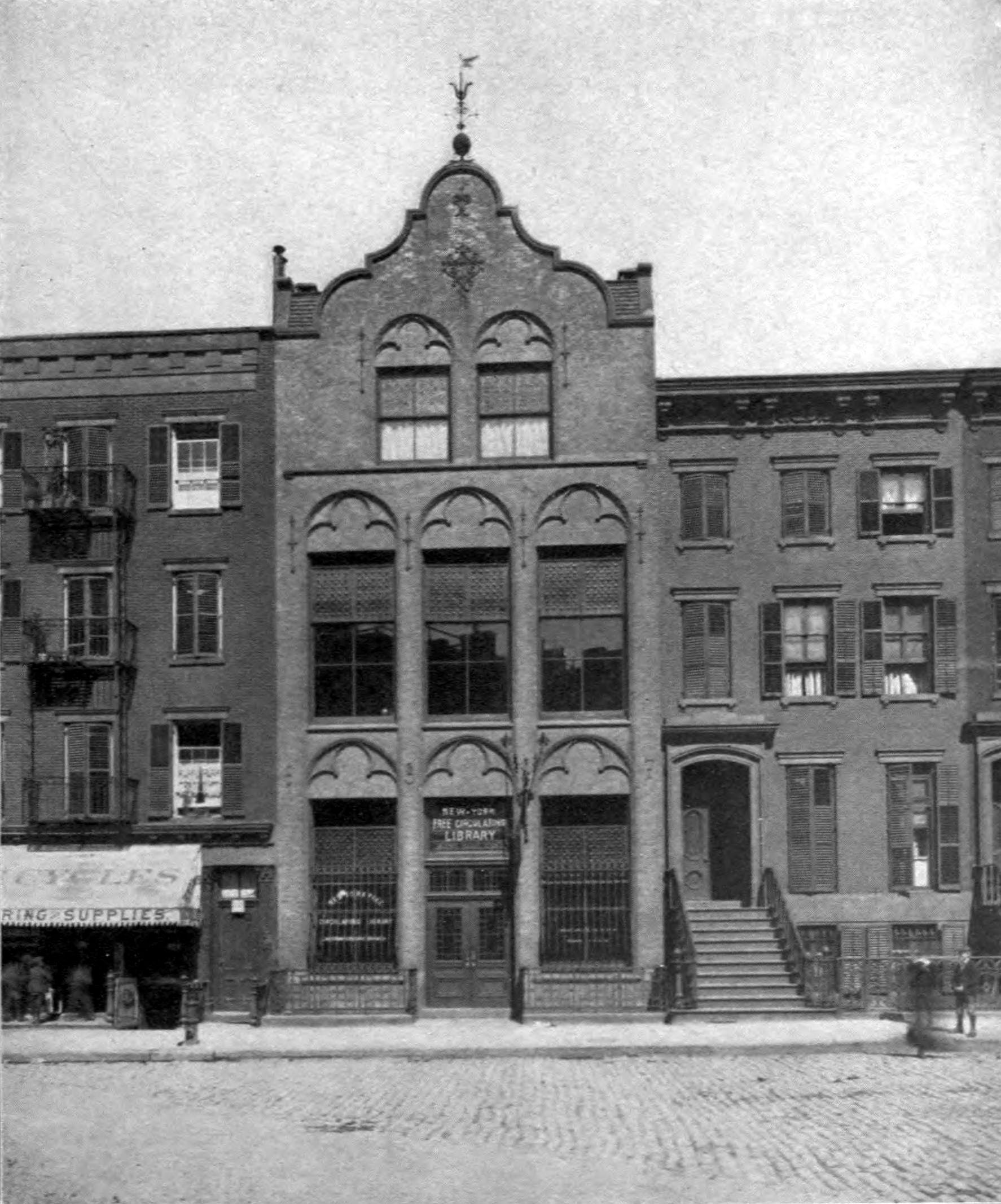
잭슨 스퀘어 도서관

## 수상 및 영예
- 매사추세츠주 캠브리지 하버드대학교 명예박사 (건축가 최초로 영예를 안음)[13]
- 1893년 영국왕립건축가협회( Royal Institute of British Architects ) 왕립금메달
- 명예회원, Académie française
- Legion of Honor, 프랑스[14]

- 타데우스
- 자비스 헌트
- 조나단 헌트(버몬트 대표)
- 조나단 헌트(버몬트 부지사)
- 리빗 헌트
- 윌리엄 모리스 헌트
- 리처드 샤프 스미스